# 久遠寺 (横浜市)
久遠寺（くおんじ）は、横浜市南区に所在する日蓮正宗の寺院。山号は霊松山（れいしょうさん）。

## 起源と歴史
- 1907年（明治40年） - 横浜教会所として建立される。開基は日蓮正宗大石寺第56世法主日応。
- 1923年（大正12年）9月1日 - 関東大震災で焼失。
- 1924年（大正13年）3月15日 - 横浜市日之出町より現在地へ移転復興し、鶴祥山霊松院と改称する。
- 1945年（昭和20年）5月29日 - 戦災で焼失。
- 1948年（昭和23年）12月11日 - 現在の寺号山号を公称し、霊松山久遠寺となる。
- 1949年（昭和24年）11月23日 - 戦災より復興する。
- 1976年（昭和51年）4月8日 - 本堂・庫裏を新築し、第66世法主日達親修。
- 2007年（平成19年）12月5日 - 創立100周年法要が行われ、第68世法主日如親修。

## 歴代住職
- 初代 市川真道
- 2代 木村真昭
- 3代 梅屋誠岳（渉外部長）

## 所在地
- 神奈川県横浜市南区三春台157

## 寺院周辺
- 三春台公園
- 三春台保育所
- 横浜市立太田小学校
- 関東学院小学校・中学校高等学校
- 久保山墓地
- 横浜市久保山霊堂
- 横浜市久保山斎場

## 交通アクセス
- 京急本線南太田駅から徒歩8分
- 横浜市営バス久保山停留所から徒歩5分（32・68・102系統）
- 横浜市営地下鉄吉野町駅から徒歩15分